# Missão Chinesa de 1880

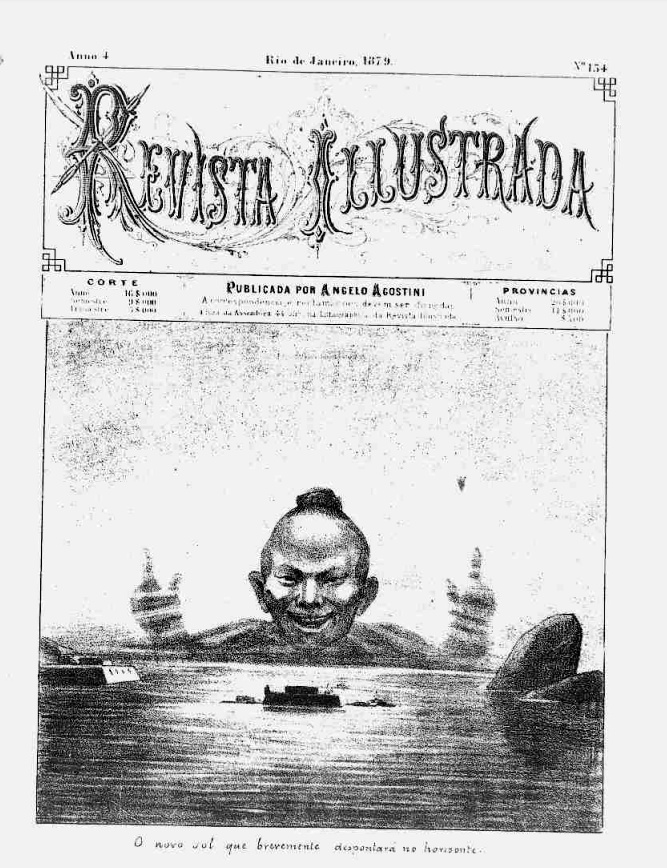
Edição da Revista Illustrada (nº 154 de 1879) reforçando a imagem negativa dos imigrantes chineses.

A Missão Chinesa de 1880 foi uma missão diplomática realizada pelo Império do Brasil em direção à China Imperial, entre os anos de 1879 e 1881, cujo objetivo era estreitar os laços diplomáticos entre os dois países e, principalmente, viabilizar a vinda de trabalhadores chineses que pudessem substituir os escravizados brasileiros.

## Contexto
Por volta de 1880, a escravidão no Brasil mostrava sinais claros de declínio. A Lei Eusébio de Queirós (1850) havia proibido o tráfico transatlântico de escravizados, interrompendo o influxo de novos africanos para o país. Além disso, a Lei do Ventre Livre (1871) garantia a liberdade aos filhos de escravizadas, apontando para um futuro sem escravidão. Essas duas leis foram marcos significativos no caminho para a abolição no Brasil.
Diante da iminente mudança, os fazendeiros do Império temiam que a escassez de mão de obra comprometesse a produção cafeeira do Brasil. Buscando uma solução alternativa, alguns deles optaram por substituir os trabalhadores africanos por coolies chineses, denominados "chins" na época, em um sistema de "semi-escravidão". O Presidente do Conselho de Ministros (primeiro-ministro) da época, João Lins Vieira Cansanção de Sinimbu, Visconde de Sinimbu, buscava convencer os senadores a aprovar a liberação de recursos para uma missão diplomática na China, com o objetivo de negociar um tratado. A escassez de mão de obra na agricultura preocupava também o governo, pois o café destinado à exportação representava a principal fonte de renda do Brasil.
A missão diplomática exigiria uma longa viagem a bordo de um navio de guerra, custando aos cofres imperiais cerca de 120 contos de réis (em torno de R$15 milhões de reais atualizados), um valor considerável. Na ocasião, essa soma equivalia aos orçamentos conjuntos da Biblioteca Nacional, do Observatório Nacional, do Liceu de Artes e Ofícios, da Academia Imperial de Medicina e do Instituto Histórico e Geográfico Brasileiro para todo o ano de 1879. Se aprovado o projeto, os chineses seriam tecnicamente assalariados, conforme destacou Sinimbu. No entanto, na prática, os fazendeiros brasileiros visavam replicar o modelo exploratório adotado nos Estados Unidos, Cuba e Peru, onde os trabalhadores chineses enfrentavam condições precárias, com salários insignificantes, jornadas exaustivas, ambientes insalubres e castigos físicos, beirando uma forma de semi-escravidão.
Por outro lado, a ideia da imigração chinesa gerava resistência e preconceito em parte da sociedade brasileira, que via os chineses com desconfiança e aversão. Repercutindo o pensamento preconceituoso da época, senadores e deputados se manifestaram veementemente contra o tratado com a China, utilizando argumentos abertamente racistas e xenófobos. Ainda em 1878, o governo organizou o Congresso Agrícola no Rio de Janeiro para discutir o futuro da cafeicultura pós-escravidão. Os fazendeiros idealizavam substituir os trabalhadores africanos por imigrantes europeus, alimentados por teorias pseudocientíficas que defendiam o "branqueamento racial" da população brasileira, rejeitando africanos e asiáticos.

## Missão

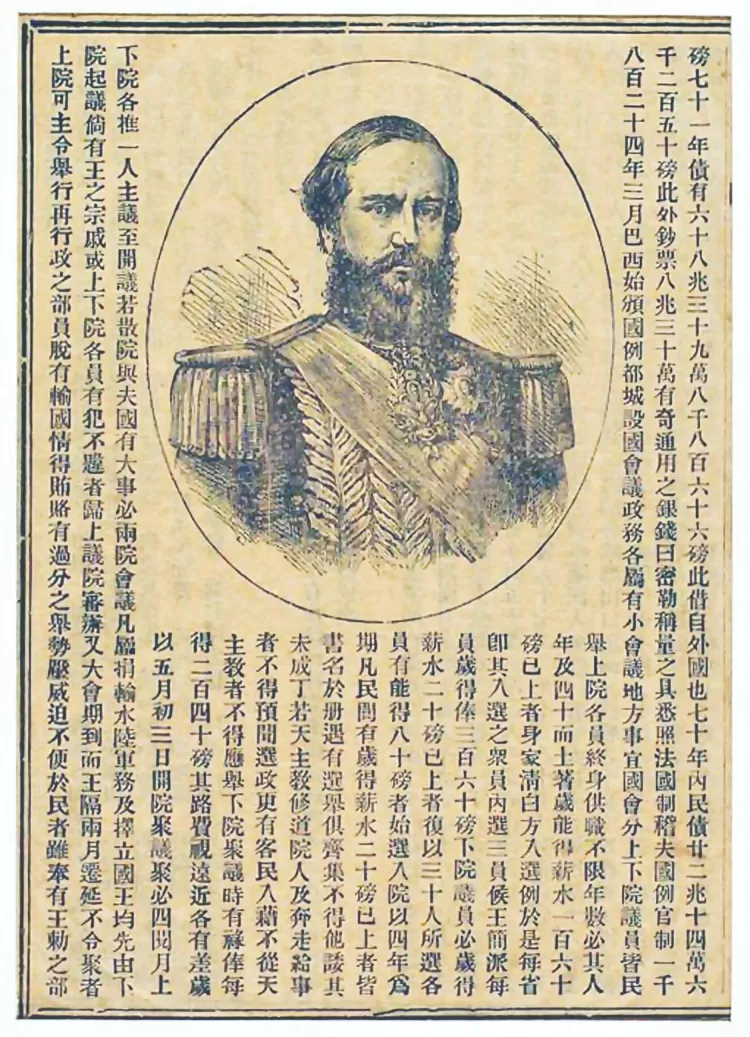
Imagem de Pedro II, em litogravura, publicada no Shangai News, um dos principais periódicos do Império Chinês (cerca de 1880).

Após intensos debates, o Senado e a Câmara dos Deputados aprovaram, em 1879, a liberação de 120 contos de réis para financiar a missão diplomática à China. Em 1880, um navio brasileiro alcançou a Ásia pela primeira vez e, meses depois, retornou ao Rio de Janeiro, completando uma histórica circum-navegação.
Em Tianjin (antiga Tientsin), próxima a Pequim, diplomatas brasileiros conduziram negociações com o vice-rei Li Hongzhang. O principal obstáculo para a imigração chinesa para o Brasil era uma lei local que proibia os cidadãos chineses de deixarem o país sem a permissão imperial. Astutamente, os diplomatas brasileiros incluíram um artigo genérico no tratado, concedendo aos chineses o direito de viajar livremente para o Brasil. Durante as negociações, os representantes de D. Pedro II mantiveram suas verdadeiras intenções em segredo, alegando buscar apenas uma relação amistosa com o império asiático.
O governo chinês, profundamente marcado pelas violências históricas contra seus súditos nas Américas, hesitou em assinar o acordo com o Brasil, mas acabou cedendo após meses de intensas negociações. Em 1881, foi finalmente assinado o Tratado de Amizade, Comércio e Navegação, garantindo a livre circulação de cidadãos entre os dois impérios, um feito notável da diplomacia brasileira. Como resultado, um consulado brasileiro foi estabelecido em Xangai.

## Resultados
Em 1882, D. Pedro II fez o discurso de abertura dos trabalhos do Senado e da Câmara sem mencionar o tratado com a China. Os fazendeiros entenderam, então, que o governo não investiria mais recursos nesse acordo, cabendo a eles mesmos custearem a contratação de trabalhadores chineses. Um comerciante chinês chegou a visitar o Rio de Janeiro para discutir o transporte de trabalhadores, mas partiu sem concluir nenhum acordo. A crescente desconfiança em relação aos orientais fez muitos fazendeiros recuarem. Além disso, a China não demonstrou interesse em enviar cidadãos ao Brasil. Em seguida, iniciou-se a imigração italiana, tornando a solução chinesa desnecessária.

Em 1884, o ministro dos Negócios Estrangeiros do Gabinete Lafayette, Francisco de Carvalho Soares Brandão, compareceu ao Senado para prestar contas sobre o andamento do Tratado de Amizade, Comércio e Navegação com a China, assinado três anos antes. Na ocasião, ele admitiu que não havia progressos significativos a relatar:
Mas que serviço prestar na China? Quero crer que no futuro possa haver relações que venham demonstrar que não são de todo destituídos de vantagem e conveniência os serviços de um cônsul na China.